# Dirección General de Inmigración
La Dirección General de Inmigración, también llamada Dirección General de Extranjería e Inmigración, fue un órgano del Gobierno de España que entre 2000 y 2011 gestionó las políticas públicas relacionas con la inmigración y extranjería. Asimismo, entre 2000 y 2004 gestionó la política española de asilo y refugio.
Se creó por Real Decreto 807/2000, de 19 de mayo, integrada en la Delegación del Gobierno para la Extranjería y la Inmigración del Ministerio del Interior. Posteriormente, por Real Decreto 562/2004, de 19 de abril, se renombró como Dirección General de Inmigración, manteniendo las mismas funciones —salvo asilo y refugio, que se quedaron en Interior— y asumiendo otras relacionadas de la Dirección General de Ordenación de las Migraciones. Se suprimió por Real Decreto 1887/2011, de 30 de diciembre, repartiéndose sus funciones entre la Secretaría General de Inmigración y Emigración y la Dirección General de Migraciones.